# ST8SIA4
ST8SIA4 (англ. ST8 alpha-N-acetyl-neuraminide alpha-2,8-sialyltransferase 4) – білок, який кодується однойменним геном, розташованим у людей на короткому плечі 5-ї хромосоми. Довжина поліпептидного ланцюга білка становить 359 амінокислот, а молекулярна маса — 41 295.
| 10         |  | 20         |  | 30         |  | 40         |  | 50         |
| ---------- |  | ---------- |  | ---------- |  | ---------- |  | ---------- |
| MRSIRKRWTI |  | CTISLLLIFY |  | KTKEIARTEE |  | HQETQLIGDG |  | ELSLSRSLVN |
| SSDKIIRKAG |  | SSIFQHNVEG |  | WKINSSLVLE |  | IRKNILRFLD |  | AERDVSVVKS |
| SFKPGDVIHY |  | VLDRRRTLNI |  | SHDLHSLLPE |  | VSPMKNRRFK |  | TCAVVGNSGI |
| LLDSECGKEI |  | DSHNFVIRCN |  | LAPVVEFAAD |  | VGTKSDFITM |  | NPSVVQRAFG |
| GFRNESDREK |  | FVHRLSMLND |  | SVLWIPAFMV |  | KGGEKHVEWV |  | NALILKNKLK |
| VRTAYPSLRL |  | IHAVRGYWLT |  | NKVPIKRPST |  | GLLMYTLATR |  | FCDEIHLYGF |
| WPFPKDLNGK |  | AVKYHYYDDL |  | KYRYFSNASP |  | HRMPLEFKTL |  | NVLHNRGALK |
| LTTGKCVKQ  |  |            |  |            |  |            |  |            |

A: Аланін

C: Цистеїн

D: Аспарагінова кислота

E: Глутамінова кислота

F: Фенілаланін

G: Гліцин

H: Гістидин

I: Ізолейцин

K: Лізин

L: Лейцин

M: Метіонін

N: Аспарагін

P: Пролін

Q: Глутамін

R: Аргінін

S: Серин

T: Треонін

V: Валін

W: Триптофан

Кодований геном білок за функціями належить до трансфераз, глікозилтрансфераз. 
Задіяний у таких біологічних процесах, як альтернативний сплайсинг, поліморфізм. 
Локалізований у мембрані, апараті гольджі.